# Žilvinas Marcinkevičius
Žilvinas Marcinkevičius (*  24. August 1967) ist ein litauischer Unternehmer, Aktionär des Konzerns Vilniaus prekyba, Mitglied von "VP dešimtukas". Mit den Vermögen von 870 Mio. Mitas (252 Mio. Euro) gehörte er zu den reichsten Litauern (3. Platz, 2011).

## Leben
Seine Mutter Ärztin  starb 1990 an Krebs in Šakiai.
Nach dem Tod der Frau heiratete sein Vater Förster zum zweiten Mal. Nach ein paar Jahren starb er und seine zweite Frau  bei einem Autounfall.
Zusammen mit seinen Brüdern Mindaugas Marcinkevičius (* 1971) und Gintaras Marcinkevičius (* 1969) und Numavičius-Familie  gründete und entwickelte er eine Handelsgesellschaft und das Retail-Geschäft. 2005 war er Vorstandsmitglied und Generaldirektor der UAB "VP Market", bis 2007 Direktor der NDX energija, ab 2007 Vizepräsident der "Vilniaus prekyba", Vorstandsvorsitzende der AB „Vakarų skirstomieji tinklai“, leitete „VP mažmena“, „Panevėžio cukrus“, „Pavenčių cukrus“, „Vilniaus duona“, Vilniaus paukštynas, „Birštono mineraliniai vandenys“, „Vilniaus invalda“. Nach dem Konflikt von 2007 bis 2009 mit Darius Mockus, dem Präsidenten von „MG Baltic“, 2009 emigrierte er nach Irland.
Er hat mit seiner Freundin Eda Krasnadamskienė (Numavičiūtė), der ältesten Schwester von Numavičius, die Tochter Beatričė.

## Auszeichnungen
- Ordino „Už nuopelnus Lietuvai“ Karininko kryžius, 2004[7]